# Supernova (album Atom String Quartet i Leopoldinum)
Supernova – album muzyki współczesnej polskich zespołów Atom String Quartet i NFM Orkiestra Leopoldinum pod dyrekcją Christiana Danowicza. Został wydany 26 października 2018 przez Narodowe Forum Muzyki im. Witolda Lutosławskiego (nr kat. NFM 48), CD Accord (nr kat. ACD 244). Zwycięzca Fryderyka 2019 w kategorii «Album Roku Muzyka Współczesna».

## Lista utworów
1. Krzysztof Lenczowski – „Supernova”
2. Dawid Lubowicz – „Toccata”
3. Krzysztof Lenczowski – „Fale”
4. Hanna Kulenty – „Concerto Rosso na kwartet smyczkowy i orkiestrę smyczkową”
5. Michał Zaborski – „Melody of the Prairie”
6. Mateusz Smoczyński – „Cosmos”
7. Dawid Lubowicz – „Za wcześnie”
8. Mateusz Smoczyński – „Happy”

## Wykonawcy
- Atom String Quartet:
  - Dawid Lubowicz – skrzypce
  - Mateusz Smoczyński – skrzypce, skrzypce barytonowe
  - Michał Zaborski – altówka
  - Krzysztof Lenczowski – wiolonczela
- NFM Orkiestra Leopoldinum
- Christian Danowicz – dyrygent, skrzypce